# Otpuštanje
Otpuštanje (čelika) je termička obrada, u kojoj se materijal zagreva do određene temerature, kako bi se uticalo na njegova svojstva i strukturu a naročito se na poboljšanje otpornosti na visoku napregnutost. Ova tehnologija se primenjuje kod čelika, aluminijuma i drugih metala koji nisu bazirani na čeliku i legurama, ali i u proizvodnji stakla.
Zakaljeni čelik se odlikuje visokom tvrdoćom, no i velikom krtosti i veoma znatnim unutrašnjim naprezanjima.
Da bi se zaostala naprezanja smanjila, a žilavost povećala, čelični delovi se posle kaljenja obavezno otpuštaju.
Režim otpuštanja (temperatura i vreme na kojoj se čelik drži) zavisi od zahtevanih osobina.
Prema temperaturi otpuštanja razlikuje se:
- Nisko  (150-250°C):radi smanjenja unutrašnjih napona i povećanja udarne žilavosti;

- Srednje( 350-450°C),radi postizanja visoke čvrstoće,elastičnosti i udarne žilavosti;

- Visoko otpuštanje ili poboljšavanje (temperatura otpuštanja je oko A1 tačke) na temperaturi od 560°-580°C.Primenjuje se radi dobijanja optimalne kombinacije mehaničkih svojstava,visokog nivoa svojstva otpornosti i dobre plastičnosti i žilavosti.

Cilj poboljšanja je postizanje dovoljno disperzne feritno-karbidne smeše.

## Literatura
- Љубомир Недељковић, „Металургија челика“, Скрипта, Технолошко-Металуршки Факултет у Београду, 1985
- Љубомир Недељковић, „Металургија специјалних челика“, Скрипта, Технолошко-Металуршки Факултет у Београду, 1985